# Шмайдель, Герман фон
Герман фон Шмайдель (нем. Hermann von Schmeidel; 20 июня 1894, Грац — 10 октября 1953, Грац) — австрийский дирижёр и композитор.
Сын Виктора Шмайделя (1856—1920), на протяжении 27 лет возглавлявшего объединение певческих обществ Штирии. С шестилетнего возраста учился музыке в родном городе, в 1912—1915 гг. продолжил занятия в Вене в музыкальной школе Августа Дюсберга, посещал также занятия в Венском университете.
В 1915 году основал и возглавил Венский женский хор, дирижировал в венском Обществе друзей музыки, в 1920—1921 гг. дирижёр Венского шубертовского общества. Затем в 1921—1924 гг. руководил оркестром в Эльберфельде, в 1925—1926 гг. преподавал дирижирование во франкфуртской Консерватории Хоха. С 1926 г. в Праге, возглавлял Немецкое певческое общество и преподавал в Немецкой академии музыки и театра в Праге. Затем возглавлял лидертафель в Майнце, где, в частности, дирижировал 28 ноября 1931 года концертом к столетию коллектива, исполнив ораторию Пауля Хиндемита «Беспрестанное» спустя неделю после берлинской премьеры. В 1933 году вернулся в Грац, руководил Музыкальным обществом Штирии и Баховским хором, в 1935—1938 гг. музикдиректор земли Штирия, руководил в том числе и Штирийской консерваторией. В 1935 г. по рекомендации Хиндемита посетил Анкару, где выступил с докладом о дальнейшей реформе музыкального образования и музыкальной жизни в Турции.
В 1938 г. после Аншлюса потерял свои должности в Австрии, некоторое время преподавал в Анкаре. По окончании Второй мировой войны с 1946 г. профессор Моцартеума; дирижировал Оркестром Моцартеума (в том числе в ходе гастролей по 20 городам ФРГ в 1952 году). В 1951—1952 гг. приглашённый профессор в Бостоне.